# Łączki (powiat świdnicki)
Łączki – wieś w Polsce położona w województwie lubelskim, w powiecie świdnickim, w gminie Rybczewice.
W latach 1975–1998 miejscowość administracyjnie należała do ówczesnego województwa lubelskiego.
Wierni Kościoła rzymskokatolickiego należą do parafii św. Stanisława w Sobieskiej Woli.